# Van Dyke Brooke
Van Dyke Brooke (22 de junio de 1859 – 17 de septiembre de 1921) fue un actor, guionista y director cinematográfico de nacionalidad estadounidense, activo en la época del cine mudo. A lo largo de su trayectoria en el cine, entre 1908 y 1921 escribió 24 guiones, actuó en 130 filmes, y dirigió un total de 217.

## Biografía
Nacido en Detroit, Michigan, su verdadero nombre era Stewart McKerrow. Mucho antes de iniciar su trayectoria cinematográfica, Brooke fue actor teatral. A los 49 años de edad comenzó a trabajar en el cine como director, rodando algunos cortometrajes para Vitagraph, siendo el primero de ellos The Reprieve: An Episode in the Life of Abraham Lincoln (1908). Ese mismo año escribió el guion de The Mummer's Daughter, y en abril del siguiente año inició su carrera de actor, protagonizando His First Girl. Brooke continuó trabajando para Vitagraphh hasta 1916, cuando el estudio prescindió de él debido a su edad.
Aun así, siguió actuando hasta el momento de su muerte. Su último trabajo, en 1921, fue como actor en la comedia A Midnight Bell, dirigida y producida por Charles Ray. Van Dyke Brooke falleció ese mismo año, en Saratoga Springs, Nueva York, poco después del estreno de dicho film. Tenía 62 años de edad.

## Filmografía completa[2]

### Actor
| - His First Girl, de George D. Baker (1909) - Borrowed Clothes; or, Fine Feathers Make Fine Birds, de Van Dyke Brooke (1909) - The Power of the Press, de Van Dyke Brooke (1909) - Conscience, de Van Dyke Brooke (1910) - Convict No. 796, de Van Dyke Brooke (1910) - The Peacemaker, de Van Dyke Brooke (1910) - Her Mother's Wedding Gown, de Laurence Trimble (1910) - Captain Barnacle's Chaperone (1910) - Captain Barnacle's Courtship, de George D. Baker (1911) - The Wooing of Winifred, de Van Dyke Brooke (1911) - The Leading Lady, de Ned Finley (1911) - The Show Girl, de Van Dyke Brooke (1911) - The Sleep Walker, de Van Dyke Brooke (1911) - She Came, She Saw, She Conquered, de Van Dyke Brooke (1911) - Two Wolves and a Lamb, de Van Dyke Brooke (1911) - For Love and Glory, de Van Dyke Brooke (1911) - Captain Barnacle's Baby, de Van Dyke Brooke (1911) - The Second Honeymoon, de Van Dyke Brooke (1911) - Wages of War, de Van Dyke Brooke (1911) - My Old Dutch, de George D. Baker (1911) - A Friendly Marriage, de Van Dyke Brooke (1911) - A Western Heroine, de Rollin S. Sturgeon (1911) - Captain Barnacle, Diplomat, de Van Dyke Brooke (1911) - An Innocent Burglar, de Van Dyke Brooke (1911) - His Wife's Secret, de Van Dyke Brooke y Maurice Costello (1911) - Love at Gloucester Port, de Van Dyke Brooke y Maurice Costello (1911) - Some Good in All, de Maurice Costello y Robert Gaillard (1911) - A Romance of Wall Street, de Van Dyke Brooke y Maurice Costello (1912) - Captain Barnacle's Messmates, de Van Dyke Brooke (1912) - For the Honor of the Family, de Van Dyke Brooke (1912) - The First Violin, de Van Dyke Brooke (1912) - The Law or the Lady, de Van Dyke Brooke y Maurice Costello (1912) - Winning Is Losing, de Charles L. Gaskill - The Diamond Brooch (1912) - Mrs. 'Enry 'Awkins, de Van Dyke Brooke y Maurice Costello (1912) - The Old Silver Watch (1912) - Nemesis!, de Van Dyke Brooke y Maurice Costello (1912) - The Jocular Winds of Fate, de Van Dyke Brooke y Maurice Costello (1912) - Counsel for the Defense, de Van Dyke Brooke (1912) - The Old Kent Road, de Van Dyke Brooke y Maurice Costello (1912) - Dr. LaFleur's Theory, de Van Dyke Brooke y Maurice Costello (1912) - The Spider's Web, de Van Dyke Brooke y Maurice Costello (1912) - Their Golden Anniversary, de Van Dyke Brooke y Maurice Costello (1912) - Lulu's Doctor, de Van Dyke Brooke (1912) - On the Pupil of His Eye, de Van Dyke Brooke y Maurice Costello (1912) - The Foster Child, de Van Dyke Brooke (1912) - Conscience, de Van Dyke Brooke y Maurice Costello (1912) - The Adventure of the Thumb Print, de Van Dyke Brooke (1912) - The Adventure of the Retired Army Colonel, de Van Dyke Brooke (1912) - Flirt or Heroine, de Van Dyke Brooke (1912) - Captain Barnacle's Legacy, de Van Dyke Brooke (1912) - Captain Barnacle's Waif, de Van Dyke Brooke (1912) - Mrs. Lirriper's Lodgers, de Van Dyke Brooke (1912) - Captain Barnacle, Reformer, de Van Dyke Brooke (1912) - Lord Browning and Cinderella, de Van Dyke Brooke (1912) - O'Hara, Squatter and Philosopher, de Van Dyke Brooke (1912) - Ida's Christmas, de Van Dyke Brooke (1912) - O'Hara Helps Cupid, de Van Dyke Brooke (1913) - Tim Grogan's Foundling, de Van Dyke Brooke (1913) - O'Hara's Godchild, de Van Dyke Brooke (1913) - The Mouse and the Lion, de Van Dyke Brooke (1913) - The Modern Prodigal, de Van Dyke Brooke (1913) - Wanted, a Strong Hand, de Van Dyke Brooke (1913) - O'Hara and the Youthful Prodigal, de Van Dyke Brooke (1913) - Cupid Through a Keyhole, de Van Dyke Brooke (1913) - A Modern Psyche, de Van Dyke Brooke (1913) | - The Silver Cigarette Case, de Van Dyke Brooke (1913) - O'Hara as a Guardian Angel, de Van Dyke Brooke (1913) - An Old Man's Love Story, de Van Dyke Brooke (1913) - Dr. Crathern's Experiment, de Van Dyke Brooke (1913) - Better Days, de Van Dyke Brooke (1913) - The Kiss of Retribution, de Van Dyke Brooke (1913) - Under the Daisies; or, As a Tale That Is Told, de Van Dyke Brooke (1913) - The Doctor's Secret, de Van Dyke Brooke (1913) - Father's Hatband, de Van Dyke Brooke (1913) - An Elopement at Home, de Van Dyke Brooke (1913) - Fanny's Conspiracy, de Van Dyke Brooke (1913) - The Salvation of Kathleen, de Van Dyke Brooke (1914) - Officer John Donovan, de Van Dyke Brooke (1914) - The Vavasour Ball, de Van Dyke Brooke (1914) - Sawdust and Salome, de Van Dyke Brooke (1914) - His Little Page, de Van Dyke Brooke (1914) - The Sacrifice of Kathleen, de Van Dyke Brooke (1914) - Old Reliable, de Van Dyke Brooke (1914) - A Helpful Sisterhood, de Van Dyke Brooke (1914) - Cupid Versus Money, de Van Dyke Brooke (1914) - Miser Murray's Wedding Present, de Van Dyke Brooke (1914) - The Right of Way, de Van Dyke Brooke (1914) - A Wayward Daughter, de Van Dyke Brooke (1914) - Fogg's Millions, de Van Dyke Brooke (1914) - Memories in Men's Souls, de Van Dyke Brooke (1914) - Politics and the Press, de Van Dyke Brooke (1914) - The Loan Shark King, de Van Dyke Brooke (1914) - The Peacemaker, de Van Dyke Brooke (1914) - Under False Colors, de Van Dyke Brooke (1914) - The Mill of Life, de Maurice Costello y Robert Gaillard - Goodbye Summer, de Van Dyke Brooke (1914) - The Curing of Myra May, de Van Dyke Brooke (1914) - Sunshine and Shadows, de Van Dyke Brooke (1914) - A Question of Clothes, de Van Dyke Brooke (1914) - A Daughter of Israel, de Van Dyke Brooke (1915) - The Evil Men Do, de Maurice Costello y Robert Gaillard (1915) - The Barrier of Faith, de Van Dyke Brooke (1915) - A Daughter's Strange Inheritance, de Van Dyke Brooke (1915) - Janet of the Chorus, de Van Dyke Brooke (1915) - Elsa's Brother, de Van Dyke Brooke (1915) - A Pillar of Flame, de Van Dyke Brooke (1915) - The Criminal, de Van Dyke Brooke (1916) - The Mystery of Mary, de Harry Lambart (1915) - The Romance of a Handkerchief, de Van Dyke Brooke (1915) - Dorothy, de Van Dyke Brooke (1915) - The Gods Redeem, de Van Dyke Brooke (1915) - Saints and Sinners, de Van Dyke Brooke (1915) - A Question of Right or Wrong, de Van Dyke Brooke (1915) - Tried for His Own Murder, de Van Dyke Brooke (1916) - The Road of Many Turnings, de Van Dyke Brooke (1916) - A Caliph of the New Bagdad, de Van Dyke Brooke (1916) - Primal Instinct, de Van Dyke Brooke (1916) - Would You Forgive Her?, de Van Dyke Brooke (1916) - The Bond of Blood, de Van Dyke Brooke (1916) - The Stormy Petrell, de Van Dyke Brooke (1919) - The Moonshine Trail, de J. Stuart Blackton (1919) - The Fortune Hunter, de Tom Terriss (1920) - The Sea Rider, de Edwin L. Hollywood (1920) - What Women Want, de George Archainbaud (1920) - The Son of Wallingford, de George Randolph Chester (1921) - The Passionate Pilgrim, de Robert G. Vignola (1921) - Straight Is the Way, de Robert G. Vignola (1921) - The Crimson Cross, de George Everett (1921) - A Midnight Bell, de Charles Ray (1921) |

### Director
| - The Reprieve: An Episode in the Life of Abraham Lincoln (1908) - The Guilty Conscience (1908) - The Gypsy's Revenge (1908) - Buried Alive (1908) - The Dumb Witness (1908) - Stolen Plans or The Boy Detective (1908) - Duty Versus Revenge (1908) - Leah the Forsaken (1908) - The Witch (1908) - The Stage-Struck Daughter (1908) - The Inn of Death: An Adventure in the Pyrenees Mountains (1908) - A Jealous Old Maid; or, No One to Love Her (1908) - Slippery Jim's Repentance (1908) - Slumberland (1908) - The Flower Girl of Paris (1908) - We Must Do Our Best (1909) - A Sister's Love: A Tale of the Franco-Prussian War (1909) - A Colonial Romance (1909) - The Deacon's Love Letters (1909) - Jessie, the Stolen Child (1909) - The Honor of the Slums (1909) - The Poor Musician (1909) - The Lost Sheep (1909) - The Sculptor's Love (1909) - A False Accusation (1909) - The Empty Sleeve, or Memories of Bygone Days (1909) - Caught at Last (1909) - The Plot That Failed (1909) - The Foundling (1909) - Led Astray (1909) - Mine at Last (1909) - For Her Sweetheart's Sake (1909) - The Artist's Revenge (1909) - Judge Not That Ye Be Not Judged (1909) - Borrowed Clothes; or, Fine Feathers Make Fine Birds (1909) - The Evil That Men Do (1909) - The Hunchback (1909) - The Fisherman; Or, Men Must Work and Women Must Weep (1909) - The Little Father; or, The Dressmaker's Loyal Son (1909) - The Siren's Necklace (1909) - Les miserables (Part II) (1909) - The Scales of Justice (1909) - Betty's Choice (1909) - Les misérables (Part III) (1909) - The Power of the Press (1909) - Conscience (1910) - Capital vs. Labor (1910) - Convict No. 796 (1910) - Love of Chrysanthemum (1910) - The Peacemaker (1910) - A Dixie Mother (1910) - The Wooing of Winifred (1911) - The Show Girl (1911) - The Sacrifice (1911) - The Sleep Walker (1911) - The Geranium (1911) - She Came, She Saw, She Conquered (1911) - Two Wolves and a Lamb (1911) - For Love and Glory (1911) - Captain Barnacle's Baby (1911) - The Second Honeymoon (1911) - Wages of War (1911) - The Thumb Print (1911) - A Friendly Marriage (1911) - The Child Crusoes (1911) - Forgotten; or, An Answered Prayer (1911) - Her Hero (1911) - Captain Barnacle, Diplomat (1911) - An Innocent Burglar (1911) - His Last Cent (1911) - His Wife's Secret, codirigida con Maurice Costello (1911) - Love at Gloucester Port (1911) - The Money Kings, codirigida con William Humphrey (1912) - A Romance of Wall Street (1912) - Captain Barnacle's Messmates (1912) - For the Honor of the Family (1912) - The First Violin (1912) - The Law or the Lady (1912) - The Love of John Ruskin (1912) - Mrs. Carter's Necklace (1912) - Mrs. 'Enry 'Awkins (1912) - Nemesis! (1912) - The Jocular Winds of Fate (1912) - Captain Jenks' Diplomacy (1912) - Counsel for the Defense (1912) - The Old Kent Road, codirigida con Maurice Costello (1912) - Drf His Eye (1912) - The Foster Chi. LaFleur's Theory (1912) - The Spider's Web (1912) - Their Golden Anniversary (1912) - Lulu's Doctor (1912) - On the Pupil old (1912) - Conscience (1912) - The Adventure of the Thumb Print (1912) - The Adventure of the Retired Army Colonel (1912) - The Two Battles (1912) - Saving an Audience (1912) - Flirt or Heroine (1912) - Captain Barnacle's Legacy (1912) - Captain Barnacle's Waif (1912) - The Adventure of the Italian Model (1912) - Mrs. Lirriper's Lodgers (1912) - Captain Barnacle, Reformer (1912) - Lord Browning and Cinderella (1912) - Billy's Burglar (1912) - O'Hara, Squatter and Philosopher (1912) - Mrs. Lirriper's Legacy (1912) - The Night Before Christmas (1912) - Ida's Christmas (1912) | - Two Women and Two Men (1912) - The Reincarnation of Karma (1912) - O'Hara Helps Cupid (1913) - A Trap to Catch a Burglar (1913) - Just Show People (1913) - Tim Grogan's Foundling (1913) - O'Hara's Godchild (1913) - The Mouse and the Lion (1913) - Dick, the Dead Shot (1913) - The Modern Prodigal (1913) - Wanted, a Strong Hand (1913) - The Artist's Great Madonna (1913) - O'Hara and the Youthful Prodigal (1913) - Mr. Horatio Sparkins (1913) - A Soul in Bondage (1913) - Cupid Through a Keyhole (1913) - One Can't Always Tell (1913) - A Modern Psyche (1913) - The Heart of Mrs. Robins (1913) - The Bachelor's Baby, or How It All Happened (1913) - The Silver Cigarette Case (1913) - 'Arriet's Baby (1913) - No Sweets (1913) - One Over on Cutey (1913) - The Tiger Lily (1913) - Solitaires (1913) - O'Hara as a Guardian Angel (1913) - An Old Man's Love Story (1913) - Dr. Crathern's Experiment (1913) - Better Days (1913) - When Glasses Are Not Glasses (1913) - The Kiss of Retribution (1913) - The Other Woman (1913) - Under the Daisies; or, As a Tale That Is Told (1913) - The Doctor's Secret (1913) - Father's Hatband (1913) - His Silver Bachelorhood (1913) - An Elopement at Home (1913) - Fanny's Conspiracy (1913) - The Blue Rose (1913) - The Honorable Algernon (1913) - The Salvation of Kathleen (1914 - Officer John Donovan (1914) - The Vavasour Ball (1914) - Sawdust and Salome (1914) - His Little Page (1914) - The Sacrifice of Kathleen (1914) - Old Reliable (1914) - A Helpful Sisterhood (1914) - Cupid Versus Money (1914) - Miser Murray's Wedding Presen (1914) - The Right of Way (1914) - A Wayward Daughter (1914) - Fogg's Millions (1914) - John Rance, Gentleman (1914) - Memories in Men's Souls (1914) - The Hidden Letters (1914) - Politics and the Press (1914) - The Loan Shark King (1914) - The Peacemaker (1914) - Under False Colors (1914) - Goodbye Summer (1914) - The Curing of Myra May (1914) - Sunshine and Shadows (1914) - A Question of Clothes (1914) - A Daughter of Israel (1915) - The Barrier of Faith (1915) - A Daughter's Strange Inheritance (1915) - Janet of the Chorus (1915) - Elsa's Brother (1915) - A Pillar of Flame (1915) - The Criminal (1915) - The Dawn of Understanding (1915) - The Romance of a Handkerchief (1915) - Dorothy (1915) - Rags and the Girl (1915) - The Gods Redeem (1915) - Saints and Sinners (1915) - A Question of Right or Wrong (1915) - The Crown Prince's Double (1915) - Tried for His Own Murder (1916) - The Road of Many Turnings (1916) - A Caliph of the New Bagdad (1916) - Primal Instinct (1916) - Lights of New York (1916) - Would You Forgive Her? (1916) - The Bond of Blood (1916) - The Harbor of Happiness (1916) - Captain Jinks Should Worry (1916) - Captain Jinks' Hidden Treasure (1916) - Captain Jinks, the Cobbler (1916) - Captain Jinks' Getaway (1916) - Captain Jinks' Love Insurance (1917) - Captain Jinks' Partner (1917) - Captain Jinks' Stingy Spirit (1917) - Captain Jinks' Trial Balance (1917) - Captain Jinks' Better Half (1917) - Captain Jinks' Wife's Husband (1917) - Captain Jinks' Love Letters (1917) - Captain Jinks' Cure (1917) - Captain Jinks' Explosive Temper (1917) - Captain Jinks' Kids (1917) - Captain Jinks' Alibi (1917) - Captain Jinks, the Plumber (1917) - Captain Jinks' Great Expectations (1917) - An Amateur Orphan (1917) - It Happened to Adele (1917) - The Stormy Petrell (1919) - The Tiger Lily (1919) |

### Guionista
| - The Mummer's Daughter, de George D. Baker (1908) - Virginius, de J. Stuart Blackton (1909) - The Poor Musician, de Van Dyke Brooke (1909) - His First Girl, de George D. Baker (1909) - A Georgia Wedding, de George D. Baker (1909) - Betty's Choice, de Van Dyke Brooke (1909) - Auld Robin Gray, de Laurence Trimble (1910) - The New Stenographer, de George D. Baker (1911) - The Subduing of Mrs. Nag, de George D. Baker (1911) - My Old Dutch, de George D. Baker (1911) - Forgotten; or, An Answered Prayer, de Van Dyke Brooke (1911) - Her Hero, de Van Dyke Brooke (1911) | - His Last Cent, de Van Dyke Brooke (1911) - The French Spy, de Laurence Trimble (1912) - Jerry's Mother-in-Law, de James Young (1913) - Officer John Donovan, de Van Dyke Brooke (1914) - Rags and the Girl, de Van Dyke Brooke (1915) - The Gods Redeem, de Van Dyke Brooke (1915) - A Question of Right or Wrong, de Van Dyke Brooke (1915) - The Bond of Blood, de Van Dyke Brooke (1916) - Captain Jinks' Wife's Husband, de Van Dyke Brooke (1917) - Captain Jinks' Explosive Temper, de Van Dyke Brooke (1917) - Captain Jinks, the Plumber, de Van Dyke Brooke (1917) - Captain Jinks' Great Expectations, de Van Dyke Brooke (1917) |